# Османский Ирак
Османский Ирак — период иракской истории после захвата данных территорий у Персидской империи Сефевидов Османской империей, начиная с присоединения Мосула в 1535 году и заканчивая присоединением Басры в 1538 году. Окончательно территория Ирака была закреплена за турками османами после турецко-персидской войны 1623—1639 годов. Данная территория была в составе Османской империи до 1918 года, когда она попала под контроль Британской империи. Захваченная у персов территория была разделена на несколько эялетов: Шаразор, Багдад и Басра, во главе, которых находись османские бейлербеи. В XIX веке была проведена административно-территориальная реформа, которая изменила деление региона, теперь территория состояла из вилайетов: Мосул, Багдад и Басра. Каждый вилайет находился под юрисдикцией губернатора (вали), которому помогали местные советы.

## История
При шахе Тахмаспе I (1524–1576 годы) османские турки в 1534 году завоевали Западную Армению до озера Ван и Ирак с Багдадом и шиитскими святынями Неджефом и Кербелой, а в 1549 и 1554 годах несколько раз производили разорительные нападения на Азербайджан (пришлось перенести столицу из Тебриза в более защищённый Казвин); на восточной границе шла изнурительная война с шейбанидами. В 1555 году был подписан мир с турками, по которому сефевиды признали османские завоевания.
Сефи I (1628–1641 годы) — внук персидского шаха Аббаса был жестоким тираном, взойдя на престол казнил лучших людей своего государства. Годы его правления были ознаменованы большими территориальными потерями, великий могол Шах Джахан отнял у Сефевидского государства Кандагар, а турецкий султан Мурад IV — Багдад в 1638 году. Эта битва за Багдад была последним военным сражением между Османской империей и Государством Сефевидов и привела к потере Сефевидами контроля над всей Месопотамией. После этого шиитам около 200 лет нельзя было спокойно ездить в Кербелу, а доступ в Мекку был ограничен.
К XVII веку частые конфликты с Сефевидами подорвали силы Османской империи и ослабили её контроль над своей провинцией. В Ираке вновь начала доминировать племенная власть, началась вражда между суннитами и шиитами. Кочевое население провинции увеличилось с приходом бедуинов из Неджда на Аравийском полуострове. Бедуинские налёты на населённые пункты стали обыденным делом. На севере курдская династия Бабан начала вооружённые действия против османских войск, это сопротивление сделало невозможным для османов поддерживать даже номинальный сюзеренитет над Иракским Курдистаном. Между 1625 и 1668 гг. и с 1694 по 1701 год местные шейхи правили Басрой, они игнорировали власть османского губернатора в Багдаде.
Племенные войны и ухудшение городской жизни были временно искоренены с возрождением мамлюков. В начале восемнадцатого века мамлюки начали утверждать власть в Ираке отдельно от Османской империи. Начав расширение своего господства с Басры, мамлюки в конечном итоге контролировали долины рек Тигр и Евфрат. По большей части правление мамлюков символизировало политическую стабильность и экономическое возрождение. Лидер мамлюков, Сулейман II (1780–1802 годы), добился больших успехов в установлении законности в провинции. Последний лидер мамлюков, Дауд-паша (1816–1831 годы), инициировал важные программы модернизации, которая включала очистку каналов, создание отраслей промышленности и обучение 20 тыс. человек в армии.
Период мамлюков закончился в 1831 году, когда сильное наводнение и чума опустошили Багдад, позволив османскому султану Махмуду II восстановить Османский суверенитет над Ираком. Османская власть была нестабильной, Багдад сменил было более десяти губернаторов между 1831 и 1869 годами. В 1869 году турки восстановили власть, когда Мидхат-паша был назначен губернатором Багдада. Мидхат сразу же приступил к модернизации Ирака по западной модели. Основными целями реформы Мидхата были: реорганизация армии, создание уголовного и коммерческого права, секуляризация школьной системы, реформа провинциальной администрации. Он создал провинциальные ассамблеи для оказания помощи губернатору и выборные муниципальные советы в крупных городах. Важнейшим элементом плана Мидхата была реформа земельного права в ходе которой была заменена феодальная система землевладения, были созданы земельные хозяйства с правом собственности попадавшие под налогообложение. На практике новый закон позволил племенным шейхам стать крупными землевладельцами; обычные жители, опасаясь, что новый закон был принят как попытка собирать налоги более эффективно или ввести воинскую повинность, зарегистрировали свои общинные племенные земли на шейхов или продавали их городским спекулянтам. В результате, племенные шейхи постепенно превратились в получающих прибыль помещиков, в то время как их соплеменники стали бедными дольщиками.
Мидхат также предпринял попытку изменить клерикальную систему образования на светскую модель по западному образцу. В результате реформы произошёл рост иракской интеллигенции. Ученики впервые начали изучать иностранные языки. Внедрение западных дисциплин в школах сопровождалось ростом западного политического и экономического присутствия в Ираке. Британцы создали консульство в Багдаде в 1802 году, французское консульство появилось спустя несколько лет. Европейский интерес в модернизации Ирака для облегчения западных коммерческих интересов совпал с реформами Османской империи. Пароходы появились на реках в 1836 году, телеграф был введён в 1861 году. Суэцкий канал был открыт в 1869 году, предоставив Ираку более широкий доступ к европейским рынкам. Землевладения племенных шейхов начали экспортировать товары на капиталистические рынки Запада.
В 1908 году новая правящая клика, младотурки, захватили власть в Стамбуле. Младотурки стремились превратить Османскую империю в единое национальное государство на основе западных образцов. Они проповедовали светскую политику и патриотизма на основе пан-исламской идеологии. Самое важное в истории Ирака — младотурки настойчиво проводили политику «тюркизации», которую отвергала иракская интеллигенции и которая привела к формированию молодого арабского националистического движения. Воодушевленные революцией 1908 года, националисты в Ираке активизировали свою политическую деятельность. Иракские националисты встретились в Каире с партией Децентрализации Османской империи, а некоторые иракцы присоединились к националистических арабским обществам в Бейруте в 1913 году. Благодаря большим финансовым вливаниям с Запада, арабские националисты захватили власть в Басре и стали требовать автономии. После почти 400 лет под османским владычеством, иракцы были плохо подготовлены для формирования нового государства. Османы не смогли контролировать мятежные племенные области в Ираке, и даже в городах их власть была слабой. Неспособность османов установить мир в провинции привела к формированию множества автономных общин на территории Османского Ирака. В результате Ирак вступил в XX век с сложной сетью социальных конфликтов, которые серьезно затрудняли процесс построения современного государства.
Самым старым и наиболее глубоко укоренившимся конфликтом был конфликт между племенами и городами за контроль над производством продуктов питания на берегах рек Тигр и Евфрат. Централизованная политика Османской империи, особенно в девятнадцатом веке, представляла собой прямую угрозу для кочевых структур. В дополнение к племенным и городским конфликтам, племена воевали и между собой. В городах общество было разделено по профессиональному и религиозному признаку. Шииты с суннитами жили в разных кварталах городов. Территория, которая в конечном итоге стала государством Ирак, имела колоссальные региональные различия; Мосул на севере исторически смотрел в сторону Сирии и Турции, в то время как Багдад и шиитские города на юге поддерживали тесные связи с Ираном.
Столкнувшись с быстро растущим влиянием Запада, младотурки пытались централизовать империю путём распространения в ней турецкого языка и культуры, и тем самым обуздать вновь обретённые политические свободы. Эта политика тюркизации в итоге привела иракцев к стремлению получить не автономию, а своё собственное независимое государство. Несмотря на свои относительно небольшие размеры, зарождающаяся иракская интеллигенция сформировала несколько тайных националистических обществ. Наиболее важным из этих обществ было Аль-Ахд, членами которого являлись иракские офицеры из армии Османской империи. Аль-Ахд быстро разрослось и создало ячейки в Багдаде и в Мосуле, с началом Первой мировой войны число членов составило 4.000 человек. В 1918 году Османская империя распалась, а Ирак стал мандатной территорией Месопотамия.
Турция некоторое время выдвигала претензии на Мосульский вилайет, утверждая, что англичане оккупировали его незаконно, так как условия Мудросского перемирия 1918 года его не затрагивали. Вопрос был передан на рассмотрение Лиги Наций. 16 декабря 1925 года Совет Лиги Наций постановил оставить Мосульский вилайет за Ираком, приняв в качестве основы демаркационную линию (т. н. «Брюссельская линия»), установленную годом раньше.

## Вилайеты
- Багдад
- Басра
- Мосул